# Борислав Захариев
Борислав Захариев, по-известен като Боби Турбото (роден 17 юли 1981 г.) е български актьор, филмов сценарист, телевизионен водещ и певец.

## Биография
Учил е „актьорско майсторство за драматичен театър“ в НАТФИЗ „Кръстьо Сарафов“ в класа на професор Елена Баева.
Става известен в предаването „Сблъсък“ по bTV, където води комедиен сегмент. След това за кратко води предаването „Турбо лига“ по Нова телевизия. Пее в песента „3 синджира Боби“, излязла в албума на „Ъпсурт“ „Quattro“.
В края на 2009 участва и завършва втори в телевизионното танцувално състезание ВИП Денс с партньорката си Мария Силвестър.През 2011 г. участва в българския сериал по БНТ Под Прикритие в ролята на Чолев в първия епизод на 1 сезон,в който го убиват.
През 2018 г. участва в сезон 6 на телевизионното предаване „Като две капки вода“. На следващата година получава роля в сериала „Пътят на честта“ по Нова телевизия и в пиесата „Без задръжки“ в Сатиричен театър „Алеко Константинов“.
През 2020 г. участва в „Маскираният певец“ под маската на Баба Яга и печели втория сезон на предаването. През 2021 г. отново участва в „Маскираният певец“, но като гост-участник в ролята на Златният.

## Филмография
- Пътят на честта (тв сериал, 2019) - Тачо Каратиста
- Операция Шменти капели (2011) - барета
- Под прикритие (тв сериал, 1 сезон, 1 епизод, 2011) - Чолев
- Клиника на третия етаж (тв сериал, 2010) – асансьорен техник (в 1 серия: XXXIV)
- Приключенията на един Арлекин (4-сер. тв, 2007) – (в III серия)